# الانتخابات البرلمانية العراقية (ديسمبر 1937)
أجريت انتخابات برلمانية في العراق في 18 كانون الأول (ديسمبر) 1937 لانتخاب أعضاء مجلس النواب.

## الخلفية
بعد اغتيال بكر صدقي، القائد العسكري لانقلاب العراق 1936، استقالت حكومة حكمت سليمان. فكُلف جميل المدفعي لتشكيل حكومة جديدة، وسعت حكومته إلى حل البرلمان الذي كان يدعم الانقلاب وحكومة سليمان. وفي النهاية، حُل البرلمان في 26 أغسطس 1937.

## النتائج
أُجريت الانتخابات في 18 ديسمبر 1937 وسط استياء شعبي من حكومة سليمان وقادة الانقلاب العسكري. هُزم أعضاء حكومة سليمان السابقة، واليساريون، والمرشحون المؤيدون للعسكر في الانتخابات. انعقد البرلمان الجديد في 23 ديسمبر 1937، وأعرب معظم أعضائه عن دعمهم لاستمرار المدفعي في منصب رئيس الوزراء.

## ما بعد الانتخابات
واصل البرلمان الجديد عقد جلساته حتى استقالت حكومة المدفعي في 25 ديسمبر 1937، وشُكّلت حكومة جديدة برئاسة نوري السعيد. بسبب الخلافات داخل الحكومة الجديدة، تم حل البرلمان مرة أخرى في 22 فبراير 1939، وأُجريت انتخابات جديدة في مارس 1939.